# Koufonisi
Koufonisi (griechisch Κουφονήσι (n. sg.)) ist eine heute unbewohnte griechische Insel, die vier Kilometer südlich der Küste von Kreta im östlichen Mittelmeer liegt. Die Insel ist etwa 2,8 Kilometer lang und in Nord-Süd-Richtung bis zu 3 Kilometer breit. Sie besitzt eine Fläche von 4,26 km². Die vegetationsarme und flache Insel erreicht eine maximale Höhe von lediglich 73 Metern.
Die Insel war nicht immer unbewohnt: Es sind noch die Ruinen eines etwa 1000 Personen fassenden Theaters, eines öffentlichen Bades und weiterer Gebäude aus römischer Zeit erhalten; vermutlich war sie schon seit minoischer Zeit bewohnt. Ansonsten ist Koufonisi wenig spektakulär, besitzt aber einige schöne Badebuchten. Sie wird in der Saison mit Ausflugsbooten von dem 18 Kilometer nordwestlich gelegenen südkretischen Küstenort Makrygialos angelaufen. Administrativ gehört sie zur Gemeinde Sitia.
Da Eleonorenfalken die Insel jährlich als Nistplatz aufsuchen, wurde das IBA („Important Bird Area“) Vogelschutzgebiet GR 196 Koufonisi Island (Νήσος Κουφονήσι) von der Vogelschutzorganisation BirdLife International ausgewiesen. Außerdem ist die Insel mit dem sie unmittelbar umgebenden Meer und zwei weiteren Felsinseln als Nisos Koufonisi kai paraktia thalassia zoni (Νήσος Κουφονήσι και παράκτια θαλάσσια ζώνη) Teil des Schutzgebiets Natura 2000.